# Нікола Мандич
Нікола Мандич (хорв. Nikola Mandić. Nikola Mandić; 20 січня 1869, Травник, Боснія і Герцеговина — 7 липня 1945, Загреб, Хорватія) — хорватський політичний діяч і юрист, останній прем'єр-міністр Незалежної Держави Хорватії. Перший голова Центрального банку Хорватії.
До Першої світової війни — один із лідерів хорватського національного руху в Османській імперії.

## Біографія
Нікола Мандич народився в католицькій хорватській родині у боснійському місті Травник 1869 року. Закінчив гімназію у Сараєво. 1894 року у Відні Мандич отримав ступінь доктора, відтак працював адвокатом. У 1907 був головою Хорватської народної партії, від якої у 1907 був обраний у боснійський парламент, а наступного року лояльно сприйняв анексію Боснії з боку Австро-Угорської імперії.
1911 став головою парламенту. З 1914 — мер Сараєво. Мандич також був першим головою центрального банку Хорватії і керував філіями сільськогосподарського банку в Сараєво.
У 1920 обраний національним представником до установчої ради Югославії, виступав проти прийняття Видовданської конституції.
У перші два роки існування Незалежної Держави Хорватія Мандич не брав участі в політичних справах країни, бо на той момент був державним секретарем у відставці, адвокатом і президентом Асоціації адвокатів у Сараєво. 2 вересня 1943 г. Анте Павелич призначив Мандича головою уряду, на цій посаді він залишиться до самого кінця існування НДХ, тричі міняючи склад кабінету міністрів. По вступу на посаду, Мандич вів перемовини з представниками Хорватської селянської партії (HSS), пропонуючи створення коаліційного уряду за участю HSS — проти Августа Кошутича, що очолював наднаціональний уряд усташів. Переговори закінчилися невдачею.
У травні 1945 Мандич переїздить до Австрії, де його заарештовують разом з іншими високопосадовцями НДХ. Мандич входив до складу 130-х членів уряду Хорватії, які попросили політичний притулок у британських сил. Але британська військова поліція знехтувала законами воєнного часу і 17 травня Мандича, разом з іншими членами хорватського уряду, видали на територію колишньої Югославії. А вже 6 червня самочинний трибунал сербських диверсантів виносить варварський вирок Ніколі Мандичу — смертна кара. Без права на апеляцію, не зважаючи на цивільний стан утримуваного, сербські карателі убили Ніколу Мандича наступного дня.